# Pteris hui
Pteris hui är en kantbräkenväxtart som beskrevs av Ren-Chang Ching. Pteris hui ingår i släktet Pteris och familjen Pteridaceae. Inga underarter finns listade.